# Первичножаберные
Первичножаберные (лат. Protobranchia) — подкласс двустворчатых моллюсков, для которого характерно примитивное строение жабр. Исключительно морские виды, обитающие по всему Мировому океану, в том числе на больших глубинах.
Включает три современных отряда: Nuculanida, Nuculida и Solemyida, а также как минимум один вымерший — Afghanodesmatida.

## Описание
Размеры, как правило, мелкие (часто менее 3 мм), но есть и более крупные — до 5 см.
Жабры примитивного строения — ктенидии, состоящие из двух рядов относительно коротких жаберных лепестков. Имеются ротовые лопасти, предназначенные для добывания пищи. Желудок с небольшим (2–3) количеством протоков печени, но с многочисленными и сильно разветвленными  дивертикулами. Нога с плоской подошвой, биссус отсутствует. Замок раковины таксодонтный (состоящий из большого количества одинаковых зубов) или беззубый. Внутренняя поверхность раковины покрыта перламутровым или фарфоровым слоем.

## Распространение и экология
Подкласс включает около 750 видов. Все они морские. Многие представители Protobranchia распространены всесветно; они, большей частью, обитают в океане на больших глубинах (абиссальные виды). Там они являются доминирующими представителями двустворчатых. С другой стороны, есть и виды, обитающие на мелководьях.
По способу питания почти все виды — обитающие в мягком грунте детритофаги, но некоторые (Solemyidae) питаются при помощи эндосимбионтов — хемоавтотрофных бактерий, окисляющих сульфиды.
Protobranchia известны с нижнего ордовика, но вероятно, возникли уже в кембрии.

## Систематика
Впервые группу Protobranchia выделил в 1889 году П. Пельзенер, который разделил всех двустворчатых на основе строения жабр на пять отрядов: Protobranchia, Filibranchia, Eulamellibranchia, Pseudolamellibranchia и Septibranchia.
К отряду Protobranchia (с лат. — «первичножаберные») были отнесены виды с наиболее примитивно устроенными жабрами.
Однако, большую популярность тогда завоевала другая классификация — М. Неймайра, основанная на строении замка раковины. 
В 1960 году Кокс предложил деление класса Bivalvia на три подкласса, из которых первый, Protobranchia, включал наиболее примитивные виды с таксодонтным и криптодонтным замками, сохранившие способность к активному движению во взрослом состоянии.
Согласно современным представлениям, Protobranchia представляют собой хорошо отграниченную от остальных двустворчатых монофилетическую группу (подкласс, по мнению российских учёных — надотряд), характерными признаками которой являются примитивные жабры в виде двоякоперистого ктенидия, ротовые лопасти, таксодонтный (то есть с рядом одинаковых зубов) замок, а также характерное строение личинки — её тело окружено защитной оболочкой с несколькими кольцами ресничек.

### Классификация
Внутренняя структура таксона Protobranchia до сих пор остаётся предметом дискуссий.
В эволюционной классификации, принятой в монографии российских учёных (Nevessakya 2013), Protobranchia делится на два отряда: Nuculida и Solemyida.
Американскими учёными (Carter, Campbell, & Campbell, 2000) в рамках кладистического анализа было предложено выделить новый отряд Nuculanida, отнеся к нему надсемейства Nuculanoidea H. Adams & A. Adams, 1858 и (впоследствии) Malletioidea H. Adams & A. Adams, 1858.
В настоящее время наиболее принятым является деление ныне живущих Protobranchia на три отряда:
- Solemyida Dall, 1889
- Nuculida Dall, 1889
- Nuculanida Carter, Campbell & Campbell, 2000

Такая классификация согласуется с результатами молекулярно-генетического анализа. Распределение семейств и надсемейств по этим отрядам, и самые надсемейства, у разных авторов разные.